# Irex Gaz Chorzów Futsal
Irex Gaz Chorzów Futsal (wcześniej Marex Chorzów) – polski klub futsalowy z Chorzowa, występujący w I lidze. Klub został założony w 1991 roku. Przez większą część historii klubu drużyna występowała w rozgrywkach I i II ligi. W sezonie 2005/2006 Marex Chorzów zaliczył roczny epizod w ekstraklasie, w której zajął przedostatnie miejsce i został zdegradowany do niższej ligi. W 2018 roku wygrał Heiro Cup 2018. Siedmiokrotny mistrz ChLF (stan na 2019).